# Senis
 (avril 2023).
Senis est une commune italienne de la province d'Oristano, dans la région de Sardaigne.

## Administration
| Période                                  | Période | Identité | Étiquette | Qualité |
| ---------------------------------------- | ------- | -------- | --------- | ------- |
|                                          |         |          |           |         |
| Les données manquantes sont à compléter. |         |          |           |         |

### Communes limitrophes
Assolo, Asuni, Laconi, Nureci, Villa Sant'Antonio.

Annexes